# Campionati francesi di ski cross 2018
I Campionati francesi di ski cross 2018 si sono svolti a Val Thorens il 26 marzo. Il programma ha incluso sia la gara femminile che la gara maschile. 
Trattandosi di competizioni valide anche ai fini del punteggio FIS, vi hanno partecipato anche sciatori di altre federazioni, senza che questo consentisse loro di concorrere al titolo nazionale francese.

## Risultati

### Uomini
| Pos. | Atleta                | Nazione     |
| ---- | --------------------- | ----------- |
| 1    | Bastien Midol         | Francia     |
| 2    | Jean-Frédéric Chapuis | Francia     |
| 3    | Francois Palace       | Francia     |
| 4    | Olivier Davies        | Regno Unito |

### Donne
| Pos. | Atleta                   | Nazione     |
| ---- | ------------------------ | ----------- |
| 1    | Marielle Berger Sabbatel | Francia     |
| 2    | Alizee Baron             | Svezia      |
| 3    | Emily Sarsfield          | Regno Unito |
| 4    | Amelie Schneider         | Francia     |